# ألبرتو خيمينيز
ألبرتو خيمينيز (بالإسبانية: Alberto Jiménez)‏ مواليد 8 أبريل 1969 في مدينة مكسيكو، هو ملاكم محترف مكسيكي معتزل كان يصنف ضمن فئة وزن الريشة. حقق بطولة منظمة الملاكمة العالمية.

## إحصائيات
خاض خلال مسيرته 42 نزالا، فاز في 34 وتعادل في 3 وخسر في 5. فاز بالضربة القاضية في 29 نزالا.

## روابط خارجية
- ألبرتو خيمينيز على موقع بوكس ريك (الإنجليزية) (registration required)